# Guldfeberen i Californien
Guldfeberen i Californien (1848–1855) begyndte den 24. januar 1848, da James W. Marshall fandt guld ved Sutter's Mill, i Coloma, Californien. Nyheden om fundet fik omkring 300.000 mennesker til at tage til Californien fra resten af USA og fra udlandet. Af de 300.000 ankom ca. halvdelen ad søvejen og resten kom gående.
Guldgraverne, som ofte kaldes "Forty-niners" (som henvisning til 1849), gennemgik ofte betydelige strabadser på rejsen. Mens de fleste nyligt ankomne var amerikanere tiltrak guldfeberen titusinder fra Latinamerika, Europa, Australien og Kina. I starten udvandt guldgraverne guld fra vandløb og flodbunde med simple midler, såsom pander. Mere avancerede måder at udvinde guld på udviklede sig og blev senere anvendt verden over. På sit højdepunkt nåede de teknologiske fremskridt et punkt, hvor der var brug for betydelige finansielle midler, hvilket førte til at der blev flere mineselskaber mens antallet af individuelle guldgravere faldt. Der blev udgravet guld til en værdi af milliarder af dollars målt i nutidens priser, hvilket førte til stor velstand for nogle få. Mange vendte imidlertid hjem uden ret meget mere end de var kommet med.
Effekterne af guldfeberen var betydelige. San Francisco voksede fra en lille bosættelse til en storby, og veje, kirker, skoler og andre byer blev bygget ud over hele Californien. Der blev udformet en forfatning og Californien blev optaget i USA som delstat - den 31. i rækken af delstater - den 9. september 1850 som led i Kompromiset i 1850.
Nye transportmetoder blev udviklet da dampskibe blev indsat i fast drift og der blev bygget jernbaner. Jordbruget og kvægbruget voksede i hele delstaten for at imødekomme bosætternes behov. I begyndelsen af guldfeberperioden var der ingen lovgivning om ejendomsret i guldfelterne og der blev udviklet et system hvorefter ejerskab kunne hævdes. Guldfeberen havde også negative konsekvenser. Indianere blev angrebet og tvunget væk fra deres traditionelle områder og guldgraveriet medførte skader på naturen.

## Historien
Guldfeberen startede ved Sutter's Mill i nærheden af Coloma. Den 24. januar 1848 fandt James W. Marshall, en formand, som arbejdede for Sacramento-pioneren John Sutter, noget skinnende metal i afløbsrenden fra en savmølle, som Marshall var i gang med at bygge for Sutter ved American River. Marshall bragte det han havde fundet til John Sutter, og de to undersøgte privat metallet. Efter at prøverne havde vist, at det var guld, udtrykte Sutter sin forfærdelse: han ønskede at holde fundet hemmeligt, da han frygtede hvad der ville ske med hans planer om et landbrugsimperium, hvis det kom til en massiv jagt på guld. Rygterne begyndte imidlertid snart at spredes og blev i marts 1848 bekræftet af avisudgiveren og købmanden Samuel Brannan fra San Francisco. Det mest berømte citat om guldfeberen i Californien stammer fra Brannan; efter at i hast havde startet en forretning, som skulle sælge guldgraverudstyr, Brannan gik gennem gaderne i San Francisco, mens han holdt en lille flaske med guld og råbte "Guld! Guld! Guld fra American River!" Med nyheden om guldfundet var lokale beboere i Californien blandt de første, som tog til guldfelterne.
På det tidspunkt hvor guldet blev opdaget var Californien en del af det Mexicanske område Alta California, som blev afstået til USA efter afslutningen af den Mexicansk-amerikanske krig som sluttede med underskrivelsen af traktaten ved Guadalupe Hidalgo den 2. februar 1848.
Den 19. august 1848 var New York Herald den første store avis på østkysten, som berettede om fundet af guld. Den 5. december 1848 bekræftede præsident James Polk opdagelsen af guld i en tale til Kongressen. Snart efter begyndte bølger af immigranter fra hele verden – senere kaldet "forty-niners" – at strømme til guldfelterne i Californien. Som Sutter havde frygtet blev han ruineret. Hans arbejdere forsvandt på jagt efter guld og besættere overtog hans jord og stjal hans afgrøder og kvæg.
San Francisco havde været en lille bosættelse inden guldfeberen brød ud. Da indbyggerne hørte om fuldet blev det i første omgang til en spøgelsesby med forladte skibe og forretninger hvor ejerne sluttede sig til guldgraverne, men derefter voksede byen kraftigt da købmænd og nye folk ankom. Befolkningstallet i San Francisco eksploderede fra måske 1.000 i 1848 til 25.000 fastboende i 1850. Den pludselige massive tilflytning til et så fjernt område overvældede infrastrukturen. Guldgraverne boede i telte, træhytter eller dækhuse, som var hentet fra forladte skibe. Hvor der blev fundet guld samarbejdede hundreder af guldgravere om at etablere en lejr og afgrænse deres felter. Med navne som "Rough and Ready" og "Hangtown" havde hver lejr ofte sin egen saloon og spillehus.
I det som er blevet betegnet den "første guldfeber i verdensklasse", var der ikke noget nem vej til Californien. Guldgraverne måtte udholde strabadser og mange døde undervejs. I begyndelsen rejste de fleste Argonauter, som de også blev kaldt, ad søvejen. Fra Østkysten tog en sejltur syd om Kap Horn fem til otte måneder, og havde en længde på 33.000 km. Et alternativ bestod i at sejle ned til Panamatangen og krydse den i kano og med muldyr gennem junglen og derpå vente på et skib på Stillehavssiden, som sejlede til San Francisco. Der var også en rute, som førte gennem Mexico fra Veracruz. Mange guldgravere rejste igennem det kontinentale USA, især ad det såkaldte California Trail. Hver af disse ruter havde sine egne farer fra skibbrud til tyfus og kolera.
For at imødekomme de ankommendes behov kom der også skibe med varer fra hele verden til San Francisco. Skibskaptajner opdagede, at deres besætninger deserterede for at søge efter guld. Værfterne og kajerne i San Francisco blev en skov af master da hundreder af skibe blev forladt. Initiativrige San Franciscanere omdannede de forladte skibe til varehuse, lagre, værtshuse, hoteller og endda til et fængsel. Mange af disse skibe blev senere ødelagt og brugt til opfyldning for at få plads til nye bygninger i byen.
I løbet af få år kom der en vigtig men mindre kendt bølge af guldgravere til det fjerne nordlige Californien, især til vore dages Siskiyou, Shasta og Trinity Counties. Fundet af guldklumper i vore dages Yreka i 1851 bragte tusinder af guldgravere op ad Siskiyou Trail og gennem Californiens nordlige counties. Bosættelser fra guldfeberens tid, såsom Portuguese Flat ved Sacramento River, opstod for siden at sygne hen. Guldgraverbyen Weaverville ved Trinity River rummer i dag det ældste fortsat benyttede Taoistiske tempel i Californien, en arv fra de kinesiske guldgravere. Der er ikke mange spøgelsesbyer fra guldfebertiden tilbage, men de velbevarede rester af den engang så blomstrende by Shasta er bevaret som et historisk område i det nordlige Californien.
Der blev også fundet guld i det sydlige Californien, men i langt mindre omfang. Det første guldfund ved Rancho San Francisco i bjergene nord for vore dages Los Angeles, var blevet gjort i 1842, seks år inden Marshalls fund, mens Californien stadig var en del af Mexico. Disse første guldlejer og senere opdagelser i bjergegnen i det sydlige Californien tiltrak sig ikke større opmærksomhed og havde begrænset økonomisk betydning.
I 1850 var det mest af det let tilgængelige guld blevet indsamlet og opmærksomheden skiftede til at udvinde guld fra mere vanskelige steder. I takt med at guld blev stadig sværere at finde begyndte amerikanere at tvinge udlændinge bort for at få fat i det resterende let tilgængelige guld. Den nye lovgivende forsamling i Californien indførte en skat på 20 dollars pr. måned, som skulle betales af udenlandske guldgravere, og amerikanske guldgravere begyndte at udføre organiserede angreb på fremmede guldgravere, især latinamerikanere og kinesere. Hertil kom, at den enorme tilstrømning af nye indbyggere trængte indianerne væk fra deres traditionelle jagtmarker. For at beskytte deres hjem og levebrød reagerede nogle indianere med at angribe guldgraverne. Dette førte til modangreb mod indianske landsbyer. Indianerne, som var underlegne i ildkraft, blev ofte nedslagtet. De som undslap massakrerne var ofte ude af stand til at overleve uden adgang til deres jagtmarker og døde af sult. Forfatteren Joaquin Miller beskrev levende et sådant angreb i sit halv-autobiografiske værk Life Amongst the Modocs.

## Forty-niners
De første som hastede til guldfelterne i foråret 1848 var indbyggerne i Californien selv. Det var fortrinsvis amerikanere og bosiddende europæere beskæftiget ved landbruget i Nord-Californien samt indianere og nogle Californioer (Spansk-talende californiere). Disse første guldgravere var i reglen hele familier hvor alle deltog i gravningen. Kvinder og børn fra alle etniske grupper stod ofte ved siden af mændene og vaskede guld. Nogle initiativrige familier byggede pensionater hvor de tilstrømmende mænd kunne bo. Det førte ofte til at kvinderne havde en stabil indkomst, mens deres mænd søgte efter guld.
Nyheden om guldfeberen spredtes langsomt i starten. De første guldgravere, som ankom i løbet af 1848, var folk som boede i nærheden af Californien, eller folk som hørte nyheden fra skibe på de hurtigste ruter fra Californien. Den første store gruppe amerikanere, som ankom, var adskillige tusinde fra Oregon, som kom ad Siskiyou-sporet. Derefter kom der folk fra Hawaii ved skib og adskillige tusinde latinamerikanere, herunder folk fra Mexico, Peru og så langt væk som Australien og Chile, såvel med skib som over land. I slutningen af 1848 var ca. 6.000 argonauter kommet til Californien. Kun et beskedent antal (formentlig under 500) kom fra de østlige stater i USA det år. Nogle af disse "forty-eighters", som de tidligste guldgravere til tider blev kaldt, indsamlede store mængder let tilgængeligt guld. I nogle tilfælde var der tale om guld for tusindvis af dollars hver dag. Selv almindelige guldgravere fandt daglig guld til en værdi af 10 til 15 gange daglønnen for en arbejder på Østkysten. Man kunne arbejde i seks måneder i guldfelterne og finde guld, der svarede til 6 års indkomst derhjemme. Nogle ville være rige i en fart og tage hjem, mens andre ville starte en forretning i Californien.
I begyndelsen af 1849 var nyheden om guldfeberen nået jorden rundt, og et overvældende antal guldgravere og købmænd begyndte at ankomme til Californien fra alle verdenshjørner. Den største gruppe forty-niners i 1849 var amerikanere, som ankom i titusindvis over land og ad forskellige sejlruter. (navnet "forty-niner" blev afledt af året 1849). Mange kom via Panamatangen og dampskibene i Pacific Mail Steamship Company. Australiere og newzealændere hørte nyheden fra skibe, der havde aviser fra Hawaii om bord, og tusinder, som var blevet ramt af guldfeberen gik om bord på skibe med kurs mod Californien. Der kom Forty-niners fra Latinamerika, især fra de mexicanske minedistrikter i nærheden af Sonora. Guldgravere og købmænd fra Asien, fortrinsvis Kina, begyndte at ankomme i 1849. I starten var det forholdsvis få, der ankom til Gum San ("guldbjerget"), det navn som Californien fik på kinesisk. De første europæiske immigranter, som var på vej væk fra revolutionerne i 1848, og som havde længere at rejse, begyndte at ankomme i slutningen af 1849, fortrinsvis fra Frankrig, men også nogle tyskere, italienere, og briter. Hovedparten af disse europæere stammede fra søfarende kystegne.
Der regnes med at omkring 90.000 mennesker ankom til Californien i 1849 – ca. halvdelen over land og resten af søvejen. Heraf var måske 50-60.000 amerikanere og resten fra andre lande. Frem til 1855 vurderes det, at mindst 300.000 guldgravere, købmænd og andre immigranter ankom til Californien fra hele verden. Den første gruppe var fortsat amerikanere, men der var titusinder af såvel mexicanere, kinesere, briter og australiere franskmænd og latinamerikanere, foruden mange mindre grupper af guldgravere, såsom filippinere, baskere og tyrkere. Folk fra små landsbyer i bjergene ved Genova i Italien var blandt de første, som permanent slog sig ned i forbjergene til Sierra Nevada. De medbragte traditionelle landbrugsmetoder, som var udviklet med henblik på at klare kolde vintre. Et beskedent antal guldgravere af afrikansk afstamning (formentlig under 4.000) var kommet fra de amerikanske sydstater, Caribien og Brasilien.
Et betydeligt antal immigranter kom fra Kina. Adskillige hundrede kinesere ankom til Californien i 1849 og 1850, og i 1852 kom der over 20.000 til San Francisco. Deres karakteristiske klædedragt og udseende gjorde dem lette at kende i guldområderne, og skabte en vis uvilje mod kineserne.
Der var også mange kvinder, som deltog i guldfeberen. De udfyldte forskellige roller, herunder som prostituerede, selvstændige erhvervsdrivende, gifte kvinder, fattige og rige kvinder. De havde også forskellig etnicitet, herunder anglo-amerikanere, spaniere, indfødte amerikanere, europæere og kinesere. Årsagerne til at de kom var mange. Nogle ankom med deres mænd idet de nægtede at blive ladt tilbage og skulle klare sig selv. Nogle kom fordi deres mænd bad dem om at komme, og andre (enlige og enker) kom af eventyrlyst og på grund af de økonomiske muligheder. På vejen over det amerikanske kontinent til Californien døde mange ved ulykker af kolera, feber og mange andre årsager, og mange kvinder blev enker allerede inden de nåede til Californien. I Californien blev mange kvinder enker på grund af mineulykker, sygdomme eller uenighed om minerettigheder blandt deres mænd. Livet i guldområder gav kvinder mulighed for at bryde ud af deres traditionelle roller.

## Ejendomsret
Da guldfeberen begyndte var Californien et besynderligt lovløst sted. Da guldet blev opdaget ved Sutter's Mill, var Californien stadig teknisk set en del af Mexico, men var under amerikansk besættelse som følge af den mexicansk-amerikanske krig. Med underskrivelsen af Traktaten ved Guadalupe Hidalgo den 2. februar 1848, blev Californien en af USA's besiddelser, men var ikke formelt et amerikansk territorium og blev først en delstat den 9. september 1850. Californien var indtil da en region under militær kontrol. Der var ingen civil lovgivende forsamling, ingen centraladministration og ingen domstole i hele området. De lokale indbyggere fungerede indenfor en forvirrende blanding af mexicanske regler, amerikanske principper og personlige holdninger.
Selv om fredstraktaten forlangte at USA skulle respektere mexicanske jordtildelinger, var næsten alle guldfelterne udenfor disse områder. I stedet lå guldfelterne primært i offentlige arealer, hvilket vil sige, at det var land som tilhørte staten. Der var imidlertid ingen lovgivning på plads vedrørende disse arealer, og der var i praksis heller ingen muligheder for at sikre at de blev overholdt.
Forty-ninerne havde i starten den fordel, at guldet i starten blot kunne tages. I begyndelsen var der ingen privat ejendomsret i guldfelterne, ingen licensafgifter og ingen skatter. Guldgraverne overtog i store træk den eksisterende mexicanske lovgivning om minedrift, som fandtes i Californien. F.eks. søgte lovgivningen at afveje de førstankomnes rettigheder i forhold til de som ankom senere. Man kunne gøre krav på et stykke land, men kravet kunne kun gøres gældende, hvis jorden var under aktiv anvendelse. Guldgraverne arbejdede kun på et areal tilstrækkeligt længe til at de kunne vurdere dets potentiale. Hvis et jordstykke blev vurderet til at give et lavt udbytte – hvad de fleste blev – forlod guldgraverne stedet og ledte efter et bedre. Hvis et område var blevet forladt eller ikke blev anvendt, kunne andre guldgravere overtage jorden. Uenigheder blev til tider håndteret personligt og voldeligt, og somme tider gik grupper af guldgravere ind i sagen som mæglere. Dette førte ofte til stærkere etniske spændinger.

## Udvikling af udgravningsteknikker
Da guldet i de californiske guldfelter var så koncentreret kunne de tidlige guldgravere ganske enkelt udvaske guld af gruset i Californiens floder og vandløb med pander. Man kan imidlertid ikke udvaske guld i stor stil på denne måde, og industrielt orienterede minefolk og grupper af guldgravere gik over til andre metoder for at udvaske guldet af sandaflejringerne i floderne som kunne håndtere større mængder grus. Den mest avancerede form for minedrift bestod i at grupper af guldgravere ledte vandet fra en flod ind i en sluse langs floden og derpå gravede efter guld i den dermed blotlagte flodbund. Nutidige vurderinger fra United States Geological Survey siger at omkring 12. mio. troy ounces (370 t) blev udgravet i løbet af de første fem år af den californiske guldfeber (svarende til en værdi af ca. 90 mia. kr. i 2010 priser).
I den følgende periode fra 1853 blev der brugt hydraulisk minedrift til at udvinde guld fra grusdynger med guldindhold, som fandtes på bjerg- og bakkesider i guldfelterne. Ved en moderne form for hydraulisk minedrift, som blev udviklet i Californien, blev en kraftig vandstråle rettet mod de guldholdige grusbunker. Det løsnede grus og guld blev herefter sendt igennem sluser hvor guldet lagde sig på bunden, hvor det blev indsamlet. Frem til midten af 1880-erne vurderes det at 11 mio. ounzes (340 t) blev udvundet på denne måde. Denne form for udvinding af guld spredtes senere over hele kloden. Et alternativ til hydraulisk minedrift kaldtes "coyoteing". Denne metode gik ud på at grave en skakt 6 til 13 meter ned i klippen langs bredden af et vandløb. Herefter blev der gravet tunneller i alle retninger for at nå frem til de rigeste guldårer.
Et biprodukt ved disse udgravningsmetoder bestod i at store mængder grus, tungmetaller og andre former for forurening blev ledt ud i vandløb og floder. Mange områder er stadig skæmmet af hydraulisk minedrift, da de således blotlagte områder og de opståede grusdynger ikke tillod vegetation.
Efter at guldfeberen var slut fortsatte guldgraveriet. Det sidste trin bestod i at opsamle guld, som langsomt var blevet transporteret ned i de flade flodsenge og sandbanker i Californiens Central Valley og andre guldholdige områder i Californien, såsom Scott Valley i Siskiyou County. I slutningen af 1890'erne var opgravning af guldholdigt mudder (som også var blevet opfundet i Californien) blevet en rentabel form for guldgravning, og man vurderer at over 20 mio. ounzes blev indvundet på denne måde.
Såvel under guldfeberen som i de efterfølgende årtier arbejdede guldgravere også med at udvinde guld direkte fra den guldholdige klippe – som i reglen var af kvarts. Det skete ved at grave og sprænge klippen for at følge årer af guldholdig kvarts. I 1851 var udvinding af guld fra kvarts blevet den største erhvervsgren i Coloma. Når den guldholdige klippe kom op fra undergrunden blev stenene knust og guldet udvundet ved hjælp af vand eller separeret, hvilket som regel foregik med arsenik eller kviksølv (yderligere en kilde til forurening). Til sidst blev udvinding af guld fra guldholdige klipper den største kilde til guld i guldfelterne.

## Rigdomme
Nutidig forskning bekræfter at købmændene tjente mange flere penge end guldgraverne under guldfeberen. Den mest velhavende mand i Californien under guldfeberen var Samuel Brannan, den utrættelige selvforherliger, butiksdrivende og avisudgiver. Brannan åbnede de første forretninger med forsyninger i Sacramento, Coloma og andre steder i guldområderne. Netop som guldfeberen satte ind, opkøbte han alt det udstyr til udvinding af guld, som var til rådighed i San Francisco og solgte det videre med betydelig fortjeneste. Nogle guldgravere blev imidlertid også rige. F.eks. udvandt en lille gruppe guldgravere, som arbejdede ved Feather River i løbet af nogle få måneder i 1848, guld til en værdi af over 20 mio. kr (2010 priser).
Taget under et opnåede halvdelen af guldgraverne et beskedent overskud efter at alle udgifter var medregnet. Hovedparten, især dem som ankom sent, tjente ikke meget, eller endte med at tabe penge på guldgravningen. Ligeledes slog mange købmænd sig ned i bosættelser, som enten blev forladt eller blev ødelagt ved en af de katastrofale storbrande, som ramte de nye byer. I modsætning hertil kan man nævne en forretningsmand, som endte med at få stor succes, nemlig Levi Strauss, som startede med at sælge overalls af denim i San Francisco i 1853. Andre forretningsfolk optjente store formuer ved held og hårdt arbejde indenfor detailhandel, skibsfart, underholdning og boligudlejning, eller transport. Pensionater, madlavning, syning og vask var særdeles profitable erhverv, som ofte blev drevet af kvinder (gifte, enlige eller enker), som erkendte, at mænd ville betale godt for tjenesteydelser udført af kvinder. Bordeller indbragte også store overskud, især når de blev drevet i sammenhæng med barer og spillebuler.
I 1855 havde det økonomiske klima ændret sig dramatisk. Man kunne kun opnå overskud ved guldgravning ved større grupper af guldgravere slog sig sammen i partnerskaber eller ved at de ansat af en arbejdsgiver. I midten af 1850'erne var det ejerne af disse guldgraverselskaber, som tjente pengene. Den californiske befolkning og økonomi var samtidig blevet tilstrækkelig stor og mangesidig til at man der kunne tjenes penge indenfor en bred vifte af sædvanlige erhverv.

### Guldets vej
Når først guldet var udvundet var der mange veje guldet kunne følge. For det første blev en stor del af guldet brugt lokalt til indkøb af fødevarer, forsyninger og husly for guldgraverne. Det blev også brugt til at betale for underholdning, der omfattede alt fra omrejsende teatre, til alkohol, hasardspil og prostituerede. Disse betalinger foregik ofte med nyligt udvundet guld, som omhyggeligt blev vejet af. Disse handlende og erhvervsdrivende brugte guldet til at købe forsyninger fra skibskaptajner eller transportører, som bragte varer til Californien. Guldet forlod derpå Californien om bord på skibe eller muldyr på vej til producenterne af varer verden over. En anden vej var med de guldgravere, som havde tjent tilstrækkeligt på at grave guld, eller vendte hjem med deres surt tjente guld. Et estimat viser f.eks. at omkring $ 80 mio. i guld blev sendt til Frankrig af franske guldgravere og købmænd. I de senere faser af guldfeberen udstedte lokale banker og guldhandlere pengesedler eller veksler, som blev accepteret lokalt, til gengæld for guld, og møntmagere udmøntede private guldmønter. Efter at San Francisco Mint var blevet bygget i 1854 blev der sendt officielle amerikanske guldmønter i cirkulation. Guldet blev senere sendt fra de californiske banker til amerikanske centralbanker til gengæld for papirpenge, som skulle bruges i den hastigt voksende californiske økonomi.

## Virkninger
Ankomsten af hundredtusinder af nye mennesker i løbet af nogle få år i forhold til en befolkning på ca. 15.000 europæere og Californios, havde mange dramatiske konsekvenser.

### Udvikling af regeringsapparat og handel
Guldfeberen forvandlede Californien fra et søvnigt ukendt udkantsområde til at være et fokuspunkt for klodens drømme og et mål for hundredtusinder af mennesker. De nye immigranter var ofte forbløffende opfindsomme og udviste stort samfundssind. F.eks. opstod der byer og stæder under guldfeberen, der blev udarbejdet en forfatning for delstaten, holdt valg og sendt delegerede til Washington, D.C. for at forhandle om optagelse som en stat i Unionen. Storstilet landbrug (Californiens anden "guldfeber") indledtes i denne periode. Veje, skoler, kirker og foreninger blev hurtigt grundlagt. Hovedparten af immigranterne var amerikanere. Presset steg for at få etableret bedre kommunikationsforbindelser og politiske forbindelser til resten af USA, hvilket førte til, at Californien blev en amerikansk delstat den 9. september 1850, som en del af kompromiset i 1850.
Mellem 1847 og 1870 voksede befolkningen i San Francisco fra 500 til 150.000. Velstanden fra guldfeberen og befolkningsvæksten førte til væsentligt forbedrede transportveje mellem Californien og østkysten. Jernbanen over Panamatangen blev indviet i 1855. Dampskibe, herunder de som var ejet af Pacific Mail Steamship Company, begyndte at sejle i rute fra San Francisco til Panama, hvor passagerer, varer og post blev sendt med tog over tangen og videre med dampskibe til østkysten. En ulyksalig rejse med S.S. Central America, endte med en katastrofe da skibet sank i en orkan ved Carolinakysten i 1857, med omkring 3 tons guld fra Californien om bord.

### Effekt på indianerne
De menneskelige og miljømæssige omkostninger ved guldfeberen var betydelige. Indianerne, som levede i traditionelle jagt- og samlerkulturer blev ofre for sult og sygdom da grus, mudder og giftige kemikalier fra minedriften dræbte fiskene og ødelagde habitater. Væksten i guldgraverbefolkningen førte også til at vildt og jagtmarker forsvandt da guldgraverlejre og andre bebyggelser skød op i dem. Senere opstod der landbrug, som forsynede lejrene, hvilket fratog indianerne yderligere områder. Sult fik ofte indianerne til at stjæle eller røve mad og kvæg fra guldgraverne, hvilket forøgede guldgravernes fjendtlighed og provokerede dem til gengældelse.
Indianerne bukkede under i stort tal som følge af kopper, influenza og mæslinger. Nogle beregninger viser, at omkring 80-90 % af den indianske befolkning døde under koppeepidemier.
Loven om styre og beskyttelse af indianere, som blev vedtaget den 22. april 1850 af den lovgivende forsamling i Californien, tillod nybyggere at fortsætte den californiske praksis med at fange indianere og bruge dem som livegne. Den gav også mulighed for slaveri og handel med indfødt arbejdskraft, især med unge kvinder og børn, der blev drevet som en lovlig forretning. Indianske landsbyer blev jævnligt overfaldet for at opfylde behovet og unge kvinder og børn blev bortført og videresolgt mens mændene og resten af indbyggerne ofte blev udsat for massakrer.
For den oprindelige ikke-europæiske befolkning på 310.000, som var blevet decimeret under den spanske kolonisering af såvel spansk missionspraksis som af sygdomme spredt med med europæiske kolonister blev guldfeberen et rent terrorregime for indianerne i eller i nærheden af mineområderne. Trods modstand under forskellige konflikter udgjorde den indfødte befolkning, som blev skønnet til 150.000 i 1845, under 30.000 i 1870. Det skønnes, at omkring 4.500 indianere fik en voldelig død mellem 1849 og 1870.

### Lovgivning mod udlændinge
Efter at det første boom var ovre forsøgtes det at fordrive udlændinge fra minerne med racistisk inspirerede angreb, love og brandbeskatning, som især var rettet mod kinesere og latinamerikanske indvandrere fra især Sonora i Mexico og fra Chile. Det gik også hårdt ud over amerikanske immigranter. Hver tolvte forty-niner bukkede under, da kriminaliteten under guldfeberen var ekstremt høj og da den heraf følgende selvtægt også havde sin pris.

### Verdensomspændende økonomisk stimulans
Guldfeberen stimulerede også verdensøkonomien. Landmænd i Chile, Australien og på Hawaii fik et nyt stort marked for deres fødevarer. Britisk fremstillede varer var i høj kurs. Klædevarer og selv præfabrikerede huse ankom fra Kina. Strømmen af store mængder af californisk guld for at betale for disse varer fik priserne til at stige og stimulerede investeringer og jobskabelse over hele verden. Den australske guldgraver Edward Hargraves bemærkede ligheder mellem den californiske geografi og den i hans hjemegn, vendte hjem til Australien, fandt guld og igangsatte den australske guldfeber.
I løbet af nogle få år efter afslutningen på guldfeberen, i 1863, blev det første spadestik taget til den første transkontinentale jernbane i Sacramento. Færdiggørelsen af jernbanen 6 år senere, som til dels blev finansieret med penge fra guldfeberen, knyttede Californien sammen med resten af USA og rejser, som havde varet uger eller måneder kunne nu gennemføres på få dage.

## Eftermæle
Navnet Californien blev solidt knyttet til guldfeber, og hurtig succes i en ny verden blev kendt som den "californiske drøm." California blev opfattet som et sted hvor man kunne begynde forfra, hvor stor rigdom kunne blive belønningen for held og hårdt arbejde. Historikeren H. W. Brands bemærkede, at i årene efter guldfeberen spredtes den californiske drøm ud over hele USA:
| Citat | "Den gamle amerikanske drøm . . . var puritanernes drøm om Benjamin Franklins "Poor Richard" . . . om mænd og kvinder som var tilfredse med at samle deres beskedne formue lidt efter lidt, år efter år. Den nye drøm var om øjeblikkelig rigdom, som blev opnået ved vovemod og held. [Denne] gyldne drøm . . . blev først en fremtrædende del af den amerikanske psyke efter guldfundet ved Sutter's Mill."[124] | Citat |
|       | |       |
Californien fik straks internationalt ry som den "gyldne stat" med guld og lovløshed som de vigtigste temaer.
Blandt de nutidige arvestykker fra den californiske guldfeber er der mottoet for den californiske stat: "Eureka" ("Jeg har fundet det"), guldfeberbilleder på statens segl, samt statens tilnavn "The Golden State", så vel som stednavne såsom Placer County, Rough and Ready, Placerville (tidligere kaldet "Dry Diggings" og derefter "Hangtown" under guldfeberen), Whiskeytown, Drytown, Angels Camp, Happy Camp, og Sawyer's Bar. Footballholdet San Francisco 49ers og andre sportshold med tilsvarende navne er opkaldt efter guldgaverne under guldfeberen.
I dag fører den meget passende navngivne State Route 49 gennem forbjergene til Sierra Nevada, hvor den forbinder mange byer fra guldfeberen såsom Placerville, Auburn, Grass Valley, Nevada City, Coloma, Jackson, og Sonora. Denne hovedvej passerer også nær forbi Columbia State Historic Park, et fredet område, der rummer det historiske centrum i byen Columbia. Parken indeholder mange bygninger fra guldfeberperioden, som i dag rummer turistorienterede forretninger.

## Geologi
Globale kræfter som har virket i hundreder af millioner år førte til den store koncentration af guld i Californien. Kun guld i koncentreret form kan det betale sig at udvinde. For ca. 400 mio. år siden lå Californien på bunden af et stort hav. Undersøiske vulkaner udspyede lava og mineraler (herunder guld) på havbunden. Fra for 200 mio. år siden begyndte tektoniske kræfter at skubbe havbunden ind under den amerikanske kontinentalplade. Efterhånden som den blev tvunget ind under vore dages Californien smeltede havbunden til store mængder magma. Den varme magma steg op gennem det der i dag er Californien mens det blev afkølet, og da den størknede dannedes der guldårer i områder med kvarts. Disse mineraler og klipper nåede op til overfladen af Sierra Nevada, og eroderede. Det blotlagte guld blev ført ned af bjergene af vandet og samledes i stille grusbunker langs de gamle floder og vandløb. Forty-ninerne koncentrerede i første omgang indsatsen om disse forekomster af guld, som var blevet opsamlet i løbet af hundreder af millioner af år.

## Yderligere læsning
- Burchell, Robert A. (Summer 1974). "The Loss of a Reputation; or, The Image of California in Britain before 1875". California Historical Quarterly. 53 (3): 115-130. ISSN 0097-6059.
- Burns, John F. and Richard J. Orsi (eds.) (2003). Taming the Elephant: Politics, Government, and Law in Pioneer California. Berkeley and Los Angeles: University of California Press. ISBN 0-520-23413-8. Hentet 2007-02-14. {{cite book}}: |author= har et generisk navn (hjælp)
- Drager, K.; Fracchia, C. (1997). The Golden Dream: California from Gold Rush to Statehood. Portland, Oregon: Graphic Arts Center Publishing Company. ISBN 1-55868-312-7.
- Dwyer, Richard A.; Richard, E.; Lingenfelter, David Cohen (1964). The Songs of the Gold Rush. Berkeley and Los Angeles: University of California Press.
- Eifler, Mark A. (2002). Gold Rush Capitalists: Greed and Growth in Sacramento. Albuquerque: University of New Mexico Press. ISBN 0-8263-2822-9.
- Hart, Eugene (2003). A Guide to the California Gold Rush. Merced: Freewheel Publications. ISBN 0-9634197-2-2.
- Helper, Hinton Rowan (1855). The Land of Gold: Reality Versus Fiction. Baltimore: H. Taylor.
- Holliday, J. S.; Swain, William (2002) [1981]. The World Rushed in: The California Gold Rush Experience. Norman: University of Oklahoma Press. ISBN 0-8061-3464-X.
- Hurtado, Albert L. (2006). John Sutter: A Life on the North American Frontier. Norman: University of Oklahoma Press. ISBN 0-8061-3772-X.
- Klare, Normand E. (2005). The Final Voyage of the SS Central America 1857. Ashland, Oregon: Klare Taylor Publishers. ISBN 0-9764403-0-X.
- Knorr, Lawrence (2008). A Pennsylvania Mennonite and the California Gold Rush. Camp Hill: Sunbury Press. ISBN 0-9760925-8-1.
- Owens, Kenneth N. (ed.) (2002). Riches for All: The California Gold Rush and the World. Lincoln: University of Nebraska Press. ISBN 0-8032-8617-1. {{cite book}}: |author= har et generisk navn (hjælp)
- Roberts, Brian (2000). American Alchemy: The California Gold Rush and Middle-class Culture. Chapel Hill: University of North Carolina Press. ISBN 0-8078-4856-5.
- Rohrbough, Malcolm J. (1998). Days of Gold: The California Gold Rush and the American Nation. Berkeley and Los Angeles: University of California Press. ISBN 0-520-21659-8.
- Watson, Matthew A. (2005). "The Argonauts of '49: Class, Gender, and Partnership in Bret Harte's West". Western American Literature. 40 (1): 33-53. ISSN 0043-3462.

## Eksterne kilder
- Guldfeberen i Californien på Curlie (som bygger videre på Open Directory Project)
- California Gold Rush Arkiveret 29. november 2010 hos  Wayback Machine på PBS
- Gold Rush! Arkiveret 6. december 2010 hos  Wayback Machine på Oakland Museum of California
- California Gold Rush chronology på The Virtual Museum of the City of San Francisco
- Fortælling af John Sutter om opdagelsen af guld Arkiveret 17. maj 2011 hos  Wayback Machine ¨på The Virtual Museum of the City of San Francisco
- Marshall Gold Discovery State Historic Park
- Columbia State Historic Park
- Weaverville State Historic Park
- Shasta State Historic Park
- Effekten af guldfebernde på Californien Arkiveret 17. maj 2011 hos  Wayback Machine på The Virtual Museum of the City of San Francisco
- California Gold Rush timeline Arkiveret 21. november 2010 hos  Wayback Machine
- Gold Rush geology Arkiveret 30. december 2012 hos  Wayback Machine
- Gold på United States Geological Survey
- Skibsvrag fra guldfebertiden på National Park Service
- Historier om de folk som gennemlevede guldfeberen i Californien Arkiveret 10. august 2011 hos  Wayback Machine
- Historiske kort over guldfeberen i Californien på David Rumsey Historical Map Collection
- Gold Country Museum Arkiveret 28. juni 2013 hos  Wayback Machine i Placer County, Californien
- "California as I Saw It:" Personlige fortællinger om Californiens tidlige år, 1849-1900 Library of Congress American Memory Project

38°48′01″N 120°53′32″V / 38.8003°N 120.8922°V